# Behexen
Behexen — финская блэк-метал-группа. Она была образована в Тампере в 1994 году и первоначально называлась Lords of the Left Hand. Основателями были Torog, Horns и Reaper. В 1995 году они сделали первую демозапись под названием Reality is in Evil, после релиза которой группа изменила название на нынешнее. В 1997 году под новым именем коллектив выпустил второй демо-альбом Eternal Realm, за которым через год последовал Blessed Be the Darkness. После выхода Eternal Realm группу покинул Reaper, его заменил Gargantum.
В 2000 году вышел первый студийный альбом Rituale Satanum. Приблизительно три года спустя Behexen подписали контракт с финским лейблом Woodcut Records, а в 2004 году выпустили второй полноформатный альбом By the Blessing of Satan. В том же году они выпустили сплит с группой Horna и записали From the Devil’s Chalice, который вышел спустя четыре года вместе со следующим альбомом My Soul for His Glory.
В 2005 году Behexen гастролировали по Европе на разогреве у Archgoat.
В 2012 году на французском лейбле Debemur Morti Productions вышел четвёртый альбом Behexen Nightside Emanations.

## Идеология
Behexen перенимает в высшей степени сатанинские тексты и образы. Вокалист и автор текстов Hoath Torog называет себя сатанистом. Torog объяснил в интервью после выхода их альбома Nightside Emanations: «Behexen — это волшебный инструмент и канал, созданный в 1995 году, который позволяет услышать голоса наших богов и работает в качестве посредника для их разрушительных эманаций в этом мире. Наше путешествие заняло почти двадцать лет и включало в себя множество этапов, но сегодня наш храм сияет светом нашего Господа ярче, чем когда-либо прежде».
Что касается влияния на Behexen, Hoath очень неопределённо заявил, что все «эзотерическое и экзотерическое, что нас окружает, может вдохновлять нас. Книги, религии, магия, смерть, музыка… Все, что мы слышим, видим и переживаем, может питать наше вдохновение. Я получаю влияние от своей собственной жизни и опыта среди оккультистов. Чёрная магия — это всеобъемлющая часть моей жизни, поэтому естественно, что моё вдохновение исходит оттуда». Первоначальное название группы «Lords of the Left Hand» было навеяно одноимённой песней группы Samhain.

## Состав
- Hoath Torog — вокал (1994 — н.в.)
- Wraath — гитары (2009 — н.в.)
- Horns — ударные (1994 — н.в.)
- Infection — гитары (2018 — н.в.)

### Концертные участники
- Evisc — бас-гитара (2013 — н.в.)

### Бывшие участники
- Reaper — гитары, бас-гитара (1994—1999, 2004—2009)
- Lunatic — бас-гитара (1999—2004)
- Veilroth — гитары (1999—2004)
- Lord Sarcofagian — бас-гитара (2009—2013)
- Gargantum — гитара (1998—2009)
- Shatraug — бас-гитара (2004—2008), гитары (2009—2015)

## Дискография

### Полноформатные альбомы
- 2000: Rituale Satanum
- 2004: By the Blessing of Satan
- 2008: My Soul for His Glory
- 2012: Nightside Emanations
- 2016: The Poisonous Path

### Другие релизы
- 1995: Reality is in Evil… (демо)
- 1997: Eternal Realm (демо)
- 1998: Blessed Be the Darkness (демо)
- 2004: Behexen & Horna (сплит)
- 2008: From the Devil’s Chalice (мини-альбом)
- 2008: Behexen & Satanic Warmaster (сплит)